# Atelier de poterie antique de Gueugnon
L'atelier de poterie antique de Gueugnon est un grand site de production de poterie à Gueugnon en Saône-et-Loire, Bourgogne (région Bourgogne-Franche-Comté), France.
Occupé du Ier au IVe siècle, cet atelier de Gaule du centre-est est réputé pour sa sigillée et ses céramiques fines des IIe et IIIe siècles. Avec 61 fours reconnus, c'est le plus gros producteur connu de sigillée de Bourgogne.

## Présentation
Actif de la fin de la Tène à la fin du IIIe siècle, c'est l'un des grands complexes de la Gaule romaine pour la production de céramiques, et le seul grand centre de production de céramiques sigillées de Bourgogne gallo-romaine,,. En 2014 il est avec Jaulges/Villiers-Vineux l'un des seuls fabricants locaux de sigillées avérés.
La surface explorée est de 200 × 700 m, soit 14 ha qui contiennent 61 fours trouvés (il s'en trouve peut-être d'autre alentours : la surface de fouilles est limitée par l'urbanisation environnante,).

## Situation
L'atelier est situé le long et aux alentours de la rue des Potiers dans la plaine du Fresne (non inondable ordinairement), quartier actuel du Vieux-Fresne au sud de Gueugnon, en rive gauche (côté Est) de l'Arroux,. Ses 10 ha sont en partie recouverts par des constructions existantes de la zone industrielle des Fontaines et une partie des terrains du stade sportif de la rue des Potiers,.
Dans une plus large perspective, Clermont-Ferrand est à environ 160 km au sud-ouest, Lyon 155 km au sud-est, Dijon 140 km au nord-est.

### Situation historique
Transport fluvial
Depuis le Néolithique, la navigation fluviale est le principal moyen de déplacement - surtout pour les objets lourds comme les amphores. 
Or l'Arroux est navigable depuis la Loire (Digoin, 20 km au sud) jusqu'à Gueugnon et peut-être jusqu'à Autun (environ 50 km au nord-est) ; c'est une voie de passage entre la Loire et le pays éduen. 

La Saône est accessible par Tournus (70 km à l'est) et par la trouée de Chagny faite par la Dheune (qui amène à traverser la Thalie à Chagny à 70 km au nord-est en direction de Beaune, d'où on rejoint vers l'est la Saône à Gergy une quinzaine de km plus loin).
Le bassin de la Seine au nord commence quant à lui vers Château-Chinon (70 km), Saulieu et Pouilly-en-Auxois.
Transport routier
De façon générale, les grands axes routiers suivent l'orientation des voies d'eau et, en quelque sorte, sont leurs doublures. 

De même que d'autres grands centres de production comme Arleuf (ferriers, bas-fourneaux, atelier de forge), Beaune (ferriers), Boncourt-le-Bois, Domecy-sur-Cure (atelier de potiers), Mellecey (artisanat du bronze), Voutenay-sur-Cure (ferriers) ou Palleau (ferriers), Gueugnon (atelier de forge IIe – IIIe siècles en plus de l'important atelier de potiers) est situé le long d’un axe routier. Pour Gueugnon, c'est la voie d'Autun à Feurs, Roanne (vallée de la Loire) et Clermont (vallée de l'Allier : une voie d'intérêt régional.
Gueugnon est l'une des plus anciennes agglomérations routières connues, remontant à la fin de la Tène D2b (troisième quart du Ier siècle av. J.-C. ; la Tène est aussi appelée le second Âge du fer). Par opposition aux centres régionaux, la topographie des agglomérations routières se développe systématiquement le long de la voie de passage. Certains de ces sites de production ont pu simplement fournir des services aux usagers des voies ; d'autres, comme Gueugnon et Domecy, ont pu profiter du passage routier pour développer leur production au-delà du marché local. 
Au début des années 2000, J.-Cl. Notet a identifié au mètre près et sur une distance de 12km, le tracé de la grande voie antique Autun-Clermont qui traversait les ateliers des potiers aux Fontaines.   
Carrefour régional
Historiquement, le site est en Gaule lyonnaise mais très proche de la Gaule aquitaine à l'ouest et de la Gaule belgique à l'est ; la Gaule narbonnaise n'est guère plus loin au sud. L'atelier bénéficie de la proximité de la grande ville d'Autun (Angustodunum), au milieu d'un pays éduen (capitale : Bibracte, 50 km au nord) fortement peuplé.
Proximité des grands centres de production
Il est également proche des autres grands ateliers de la Gaule centrale : Lubié (près de Lapalisse, 60 km au sud-ouest), Toulon-sur-Allier (65 km à l'ouest), Vichy (110 km au sud-ouest), Lezoux (125 km au sud-ouest), Les Martres-de-Veyre (150 km au sud-ouest)… qui initialement fournissent impulsion, modèles et main-d’œuvre spécialisée (créateurs de poinçons, fabricants de moules, potiers).
Les ateliers de sigillée de la Gaule centrale incluent aussi Cournon-d'Auvergne (atelier des Queyriaux) et Terre-Franche (à Bellerive-sur-Allier).

## Historique des découvertes et fouilles
Le site a été découvert pendant l'hiver 1965-1966 lors du creusement de tranchées pour l'installation d'un aqueduc et d'une conduite de gaz naturel,. Des fouilles animées par Henri Parriat,, ont immédiatement été entreprises par le groupe archéologique amateur de Gueugnon-Montceau,, avec les deux premières campagnes en juillet et août 1966. Quelques archéologues professionnels comme Hugues Vertet apportent très occasionnellement leur soutien scientifique. Entre 1966 et 1974, 25 fours ont été dégagés ainsi que des ateliers, dépotoirs, fosses à argile, un puits, un balneum. 

À partir de 1976, Jean-Claude Notet prend le relais de Henri Parriat. Jusqu'en 1986, 46 fours ont été mis au jour, ainsi que des structures et des dépotoirs ; le tout sur une surface d'environ 10 ha. L'association des Amis du Dardon dépose un des fours et une partie du produit des fouilles au musée de la céramique de Digoin (créé en 1972) ; puis place des sigillées au musée du Patrimoine de Gueugnon. 

Sous l'influence de Christian Goudineau (membre du Conseil supérieur de la recherche archéologique à partir de 1978), vers le milieu des années 1980 les amateurs - qui pourtant ne coûtaient pratiquement rien à l’administration, contribuaient fortement à la sensibilisation de la population à l’archéologie, constituaient un réseau important d’informateurs et ont formé un grand nombre d’archéologues à la pratique de la fouille - sont exclus du domaine des fouilles archéologiques ; en 1992 (« année de restructuration de l’archéologie ») le groupe archéologique de Gueugnon-Montceau cesse ses activités à Gueugnon.
En 1997 les structures reconnues incluent 60 fours, 2 fosses d'extraction d'argile, 7 dépotoirs et plusieurs bâtiments relatifs à l'activité de l'atelier.
En 2000 J.-Cl. Notet publie à l’université de Bourgogne une thèse intitulée La production de sigillée et de céramique fine gallo-romaine de Gueugnon.
Dans le début des années 2000, Frédéric Devevey fait quelques nouvelles découvertes dans le cadre d’une opération de l’Inrap, dont trois nouveaux fours.

## Quartier d'habitations
Malgré plusieurs fouilles archéologiques et des prospections magnétiques, l'emplacement des habitations des potiers du Fresne restent inconnus. En 1972 Rolley signale les traces d'une habitation, dont nous n'avons pas trouvé de confirmation ultérieure.

## Le site de production
Plusieurs découvertes démontrent une activité dès la fin du Ier siècle av. J.-C., dont une estampille sur sigillée à glaçure brillante, portant l'inscription « CN ATEI » ; des chenets à tête de bélier (de facture gauloise-éduenne), ; un vase sans anse en terre rouge d'époque augustéenne (27 av. J.-C.-14 apr. J.C.).
Le Ier siècle apr. J.-C. voit la fabrication de céramiques communes, notamment cruches en grande quantité et amphores vinaires. La découverte d'un puits en 1974 ou peu avant, répond aux questions sur l'alimentation en eau. Le puits était comblé avec des statuettes, entières ou en fragments, en terre blanche (vénus, déesses anadyomènes, déesses-mères). Depuis cette découverte du début des années 1970, cinq autres puits ont été mis au jour soit un total de six puits connus en 2012 pour le site.
Les IIe et IIIe siècles marquent l'apothéose de l'atelier, notamment avec les céramiques sigillées (de couleur rouge-orangée) produites sous forme de vases moulés à décors et de vases tournés et signés. Ses 61 fours sur 14 ha en font l'un des grands centres de production de céramique en Gaule romaine, avec plusieurs ensembles artisanaux. Ce vaste atelier n'est pas une dépendance d'un domaine rural mais fonctionne de façon indépendante.
Les ateliers de Gueugnon et ceux de Toulon-sur-Allier établissent des relations en regard de leurs productions respectives dans la deuxième moitié du IIe siècle. Ainsi, les styles de décorations du IIe siècle (comme celles du « Maître à la rosette » ou celles de BIRACATVS, présentent d'importantes similitudes avec un certain nombre de pièces retrouvées sur le site de Toulon-sur-Allier. 

Par contre, Gueugnon n'entretient plus de relation avec les ateliers de Lezoux au cours du troisième quart du IIe siècle.
Les substructions d'un édifice avec hypocauste (balneum) ont été trouvées, accompagnées de sigillée tardive.
Abandon du site
L'abandon du site de Gueugnon (comme pour ceux de Boncourt-le-Bois et de Domecy-sur-Cure) semble postérieur à la première moitié du IVe siècle. Pour Gueugnon, les vestiges indiquant une fréquentation disparaissent à l’époque valentinienne, (364-392). Mais le site a déjà profondément changé dès le début du IVe siècle. La fabrication de céramique, si importante jusqu'à la fin du Haut-Empire, cesse dans le dernier quart du IIIe siècle. Les quelques monnaies du IVe siècle font pauvre figure à côté des abondants vestiges des siècles précédents, notamment le mobilier du Haut-Empire. 

Quininum, ancêtre du Gueugnon actuel, n’apparaît qu’en 876 dans une charte du monastère de Perrecy-les-Forges (Saône-et-Loire). La continuité n'est pas prouvée entre le site gallo-romain, connu à ce jour uniquement sur la rive gauche de l'Arroux sur la voie d’Autun à Clermont, et le village du IXe siècle qui serait sur la rive droite.
On pense que la fabrication de céramique de couleur grise qui s'est poursuivie dans la vallée de l'Arroux pendant le Moyen Âge aurait son site de production à Gueugnon.[réf. nécessaire]

## Les fours
Dès 1968 deux fours à feu direct (pour céramique commune ou poterie à couverte sombre, noire ou brune, à reflets métalliques) sont dégagés par les fouilles, mais aussi des tuyaux et joints en terre cuite caractéristiques des fours à feu indirect, pour sigillée.
En 2012, 61 fours sont reconnus. 
Ils sont de formes très diversifiées ; F. Creuzenet en compte 12 types. Mais la méthode de construction dominante est toujours la même : parois, parements et voûtes sont faits de tuiles et de briques, jointoyées à l'argile. Les soles ont une armature de tuiles plates ; leur largeur conditionne les dimensions des alandiers. Cette armature porte une couche épaisse d'argile réfractaire.
Quelques alandiers sont couverts d'une fausse voûte faite par le porte-à-faux progressif de l'empilement des tuiles.
Ce sont presque tous (mais pas tous) des fours à feu direct : les flammes et les gaz entrent dans la chambre de cuisson par des conduits de carneaux.
Four à un volume et deux alandiers
Provenant d'une tradition laténienne et peut-être originaires de Gaule du Centre-Est, ce petit four est le plus simple des fours de potier. Le combustible est dans le même espace que les pièces à cuire, qui sont légèrement surélevées pour faciliter le tirage. Cette surélévation est obtenue à l'aide de massifs ou boudins d'argile, ou parfois par des piles de pots sacrifiés. Le four donne essentiellement des céramiques sombres fumigées (tradition gauloise). À Gueugnon, ce type de four a peut-être été doté d'une sole suspendue.
Fours de plan circulaire à alandier unique
Four no 3 ? voir ci-dessous)
Fours de plan circulaire à un seul foyer et deux alandiers, avec sole reposant sur un resaut de la paroi et un pilier central
Fours no 2, 6, 7 et 11.
Les fours 6 et 7 sont particulièrement typiques de ce type ; la transition entre leur chambre de chauffe et leur alandier est en forme de poire de 1,50 m et 1,62 m de long pour 0,92 m et 1,07 m de large.
Fours de plan circulaire à un seul foyer et deux alandiers, avec sole reposant sur un pilier central et des pilastres rayonnantes en saillie sur la paroi des alandiers
Fours no 1, 3 et 4 (Martin 1970) ; noter que le même auteur donne en 1968 le four no 3 comme four de plan circulaire à alandier unique. Il précise à la même occasion que ce four no 3 semble avoir été dédié à la cuisson de gobelets. Il s'est présenté aux fouilles avec sa cour-chaufferie comblée presque uniquement de rejets de cuisson parmi lesquels dominaient largement des vestiges de vases ovoïdes métallisés décorés de guillochis.
Four de plan elliptique à un seul foyer et trois alandiers, avec sole supportée par un resaut des parois et par deux massifs oblongs séparant les couloirs de chauffe
Four no 8. Ce four no 8, dans lequel s'encastre le four no 6, ressemble à une moitié du grand four ovale no 4. Il mesure 2,65 m et sa largeur au chevet est de 1,72 m. Ses deux alandiers ont des longueurs différentes : 0,35 m et 0,45 m ; ils sont séparés par des massifs de briques et de tuiles de 0,32 m d'épaisseur. C'est lui aussi un modèle inédit. 

Les fours de type 4 sont d'un type rare. Le four no 4 est un modèle ovoïde ; sa longueur totale de foyer à foyer atteint 4 075 m. Il est très bien adapté à la cuisson des grandes cruches de terre rouge (vestiges abondants dans la cour-chaufferie et dans les alandiers). Des massifs allongés en briques souvent vitrifiées supportent la sole. Ce four a été remplacé par un modèle différent et plus petit.
Four ovale à deux foyers opposés
Ce modèle, voisin du four no 3, a une chambre à feu de 1,50 m dans sa plus grande largeur que deux masses allongées partagent en trois alandiers. Un de ces foyers (dont Martin (1968) fournit le plan) a été en partie recouvert par la cour-chaufferie du four no 3.
Le four no 9 a des pilastres en saillie sur la paroi interne de la chambre de chauffe ; ce qui permet de supporter des tuiles placées en rayonnement, ou bien de monter une fausse voûte à l'aide du porte-à-faux des tuiles superposées. C'est un mode de construction adapté pour supporter la sole avec des proportions accrues. Son remplissage a fourni une prédominance de gobelets ovoïdes ornés de guillochis, unis ou à dépressions, à glaçure métallescente qui demande une haute température - vers 900° (les parois de ce four montrent de ce fait une vitrification intense) ; ces gobelets ont probablement supplanté la sigillée à la fin du IIe siècle et au début du IIIe siècle.
Four à tubulures
Les fouilles de l'année 1992 ont révélé un four très bien conservé avec chauffage latéral, à tubulures circulaires le long de la paroi ; Hugues Vertet précise que c'est probablement un four à sigillée du IIe siècle.

### Abris et fours
Pour éviter les risques d'incendie, la plupart des fours se trouvaient à l'air libre. Quelques uns ont cependant pu être abrités par des constructions rectangulaires couvertes.  On a retrouvé des structures sous forme d'alignements de moellons sans fondations, dans lesquels se retrouvent régulièrement des blocs rectangulaires soigneusement taillés et plus stables qui ont pu être des supports de piliers ou de poteaux. Des clayonnages légers de matériaux périssables garnissaient les intervalles. La plupart de ces abris servaient d'ateliers et de séchoirs.

## La production
La production totale est très diversifiée, incluant tous les types de céramique régionale traditionnelle : sigillée lisse et moulée, céramiques métallescentes, vases à relief d'applique, statuettes et vaisselle culinaire (pots, cruches, amphores…), chenêts… Mais sa production principale a d'abord été celle d'amphores dans les premiers temps, puis de céramique sigillée.
On trouve à Gueugnon des formes dont on rencontre l’évolution plus tard en Argonne : des Drag. 33 non estampillés et ne comportant pas de gorge à mi-panse, des formes Drag. 32 et une forme de couvercle.

### Amphores
Un atelier à Sens et un au site de la rue de Rochefort à Chalon-sur-Saône sont en 1996 les deux seuls autres ateliers connus en Bourgogne à produire des amphores.
Les amphores vinaires du Ier siècle produites à Gueugnon sont d'un type spécifique à ces ateliers, ce qui tendrait à prouver que le vignoble bourguignon existait déjà et qu'il exportait sa production. Au début du IIIe siècle ce vignoble bourguignon est déjà qualifié de « limité et vieilli ». E. Thévenot (1951) donne sa genèse au IIe siècle, d'après les figurations sur les monuments se rapportant à la viticulture ; Laubenheimer et Notet (1986), se basant sur les amphores de Gueugnon, la donnent pour la fin du Ier siècle ou le début du IIe siècle.
L'atelier produit trois formes d'amphores. La pâte, identique pour les trois formes, a une forte proportion d'inclusions visibles à l’œil nu qui lui donnent un aspect sableux et la rend rugueuse au toucher. Comme pour la céramique commune produite par le site, la couleur en est soit orangée soit blanche.
Forme 1
On en a retrouvé trois cols de couleur orangée, portant une estampille semblable : MAGIO-ADBF(ucius) F(ecerunt),. Deux d'entre eux se trouvaient dans l'atelier : l'une dans le secteur des fours 29, 30, 31, l'autre dans le secteur appelé « le champ ». Le troisième col se trouve au musée d'Autun et provient probablement de fouilles dans la ville. 

Le col est bitronconique, avec son diamètre minimum à hauteur de l'attache supérieure des anses. On voit un anneau en relief entre les anses. Une inflexion interne marque la lèvre. Les anses ont un sillon central. On a trouvé plusieurs fonds plats associés aux amphores. 

La panse et le col sont tournés séparément ; la liaison entre ces deux parties est bien lissée à l’extérieur mais est visible à  l'intérieur. La pâte est retournée sur elle-même pour façonner la lèvre. Des traces de soudure marquent l’attache supérieure des anses sur le col.
Le fragment de col ne peut être daté par lui-même, mais a été trouvé dans la même couche que le col de forme 2. Cette forme est d'une morphologie différente de celle des amphores déjà connues. On ne sait pas si c'est un type nouveau (fabrication en série pour un usage précis) ou si cette variante a été fabriquée ponctuellement, pour essai.
Forme 2
L'atelier a fourni treize cols, en pâte orangée ou blanche. Les formes 2 se différencient des formes 1 par leur lèvre plus haute avec une double inflexion ; par le cercle sur le col, plus proche de la lèvre ; par l'attache supérieure qui est plus proche de la lèvre. 

Huit des douze cols, à pâte orangée, sont timbrés en relief entre les anses. Quatre d'entre eux portent le timbre SVNVCVSF(ecit),, dont on connaît deux poinçons différents. Ces fragments sont datés du Ier siècle car trouvés dans le comblement du four no 4 qui inclut du mobilier de cette époque : vase peint de Roanne, mortiers, chenêts et monnaie de Caligula (37-41). Trois autres cols portent le timbre ADBVCIVSF(ecit),, apparemment imprimés par le même poinçon ; ce nom a été retrouvé sur une amphore à Londres, mais semble-t-il imprimé par un poinçon différent. Elle est classée comme l'une des nombreuses variantes du Ier siècle en Gaule, dans la tradition des G2 de Marseille. Ce timbre est daté des IIe – IIIe siècles.
Amphores G4
Le site a livré deux cols complets et un fragment d'un autre. Cette forme bien connue en narbonnaise présente ici des singularités : pâte blanche et sableuse, alors que les amphores narbonnaises sont en pâte beige avec de fines inclusions. Les amphores G4 de Gueugnon sont plus petites et les traces de soudure des anses à peine visibles. Lèvres et cols sont d'un diamètre un peu plus petits. Ces pièces sont associées à six fonds annulaires à dessous plat ou convexe. Cette amphore se réfère à l'amphore vinaire la plus courante de la fabrication narbonnaise entre la seconde moitié du IIe siècle jusqu'au IIIe siècle, tout en étant plus grande que le standard des amphores de Gaule du sud,.
Des fragments de G4 étaient associés à de la céramique sigillée provenant de la Graufesenque. Un des cols se trouvait dans le comblement d'un four, les objets associés datant du Ier siècle.
Les G4 ne sont pas marquées. Mais des inscriptions peintes témoignent de leur usage : le transport du vin.

### Céramiques
D'un point de vue typologique, Notet (2012) donne quatre groupes d'objets : vases rouges à parois épaisses (sigillées) ; vases noirs ou rouges à parois fines (gobelets, manches de patères, coupelles) ; vases noirs à parois épaisses (quelques tessons de sigillées souvent surbaissées, bols Drag. 37, assiettes et tasses ressemblant à des sigillées avec des marlis décorés en creux) ; vases noirs ou rouges à parois épaisses (quelques tasses du type dit « de Néris » mais surtout des jattes à bandeaux et décors imprimés, mortiers à mufles de lion Drag. 45 et/ou à déversoir Drag. 43).
En regard de la composition chimique des pâtes, le même auteur donne six groupes, dont les sigillées d'une part et les gobelets à parois fines d'autre part, ceux-là se différenciant des sigillées uniquement par une moins grande teneur en chaux.

#### Sigillées
L'atelier fabrique des céramiques sigillées (céramiques « à pâte claire ») à glaçure rouge, avec ou sans décorations,.
Leur production se situe aux IIe et IIIe siècles,, - et non plus tôt comme on avait d'abord pensé en regard des tessons de Drag. 29 et Drag. 24/25 : classés dans un premier temps comme des fabrications gueugnonaises du Ier siècle, ces tessons se sont avérés être des importations. 
Les principaux types de sigillées gueugnonaises sont le Drag. 37, le Déch. 72 et le Drag. 45, et des patères à manche décoré.
Dès le début des fouilles en 1967, sont mis au jour 17 tessons de moules pour vases Drag. 37 (une coupe semi-hémisphérique, exportée), décorés de représentations de divinités, une série érotique comme à Lezoux, des animaux et des motifs végétaux traditionnels. Le plus grand nombre de ces pièces date du IIe siècle.
On rencontre aussi la forme Drag. 33 non estampillés et ne comportant pas de gorge à mi-panse ; des formes Drag. 32 (connues seulement à Geugnon) ; et une forme de couvercle qui se retrouve plus tard, sous une forme évoluée, dans les ateliers d'Argonne.
Quatre décorateurs sont recensés pour la deuxième moitié du IIe siècle : Biracatus associé à Comitianus, Lupercus et Doccius ; et six décorateurs pour le IIIe siècle : Attianus, Augurio, Capellianus, Diogenus, Marcianus et Priscus pour les têtes de lion sur Drag. 45,. Certaines pièces de la seconde moitié du IIe siècle, au style caractéristique, sont marquées d'une rosette et d'un losange ; leur auteur pourrait bien être le même que celui marquant ses pièces d'un gladiateur ; les poinçons sont les mêmes et le style similaire,. Les maîtres potiers du IIe siècle s'inspirent tous du groupe CINNAMVS et en surmoulent parfois les motifs décoratifs. 
Le répertoire des motifs du IIe siècle montre clairement des affinités avec les ateliers de Gaule du centre : Lezoux et ses satellites dont les mieux connus sont les Martres-de-Veyre, Toulon-sur-Allier et Vichy.

#### Vases noirs à parois fines
Empruntant leurs formes aux sigillées, le site a produit dans la seconde moitié du IIe siècle des vases à parois fines recouverts de vernis noir,.

#### Céramiques à glaçure métallescente
Il y a aussi un grand nombre de céramiques à glaçure métallescente, aux types d'ornementation divers : moule, barbotine, molette, excisions, estampage. Il semble qu'elles apparaissent à la fin du IIe siècle, se prolongeant pendant tout le IIIe siècle.

#### Céramiques communes
M. Joly (1996) les définit ici comme des « vases de cuisine et de table, dépourvus de revêtement ou dont le traitement de surface se limite au maximum à un engobage partiel »,. Les céramiques de ce type produites par les ateliers de Gueugnon sont mal connues, contrairement aux sigillées et aux amphores du site qui ont été étudiées plus avant. La production, variée, inclut des céramiques sombres à pâte plus ou moins grossière : couvercles à lèvre carrée ; marmites tripodes carénées peu profondes, avec lèvre à méplat horizontal ; marmites tripodes à panse avec une carène arrondie et une lèvre épaisse, oblique ou à lèvre carrée déversée ou horizontale ; pots ovoïdes à lèvre oblique et col court ou à lèvre épaisse et col tronconique. Elle inclut aussi des céramiques claires, dont : assiettes à lèvre rentrante ; pots ovoïdes à bord en bandeau ; cruches à  bord en chapiteau mouluré. 

#### Mortiers
Un rapport de fouilles de 1974 mentionne des mortiers Drag. 45 et de la sigillée de style décadent ; ensemble qui peut être daté de la fin du IIe siècle ou début du IIIe siècle. Des mortiers Drag. 45 avec déversoirs à mufles de lion appartiennent à plusieurs types ; au moins l'un d'eux est probablement original et particulier à l'atelier de Gueugnon. 
La plupart de ceux étudiés en 1996 proviennent du comblement du four no 50 : une fournée de mortiers ratés. Ils sont en pâte beige trè claire ou blanche, avec un cœur parfois rosé. Certains ont des tentatives d'engobage sur la lèvre externe. A. Pasquet détermine trois types de mortiers, avec une nette prédominance pour un de ces types. Les 3/4 environ des mortiers ont une typologie proche de ceux d'Autun : vases à panse bombée, avec une lèvre double en collerette. Certains ont une lèvre très détachée de la panse ; pour d'autres exemplaires elle est peu détachée. Parfois un bourrelet proéminent se trouve sous la lèvre.
La production de mortiers à pâte beige semi-grossière et engobe orange est également bien attestée.
Pour les estampilles sur mortiers et des détails de leur provenances et associations, voir plus bas la section « Signatures sur mortiers » dans « Les estampilles, timbres et inscriptions ».

#### Reliefs d'appliques
Ils sont représentés par des coquilles de moules. 
En 1968 le site a déjà livré trois petits moules représentant une feuille palmée, une feuille pennée et un petit quadrupède bondissant. Ces motifs se retrouvent sur certains vases à relief d'applique et barbotine comme ceux de Montargis, Terre-Franche (à Bellerive-sur-Allier) et Lausanne. Un quatrième moule présente une tête de lion rugissant, dont les dimensions sont notablement supérieures à celles habituellement rencontrées pour ce genre d'objet. On trouve aussi des déversoirs à muffles de lion pour mortiers, plus courants.

#### Terrines à déversoir orné
La forme Drag. 45 de Gueugnon est une terrine avec moulage d'un déversoir orné, présentant cinq types (de A à E) chacun avec plusieurs variétés dérivées. Les variétés des plus grandes dimensions ont été retrouvées dans des endroits les plus éloignés : Nice, Nantes, Vernon[Lequel ?], Allonnes ; les pièces plus petites sont généralement diffusées plus localement, dans la région bouguignonne. Une seule variété (Aa) est signée, par le potier Germanus.

#### Figurines en terre cuite blanche
Une coquille de moule, c'est-à-dire un demi-moule, trouvée dans la fosse du four no 3, représente une Vénus anadyomène de type classique. Il n'en reste que la partie supérieure. Le même dépôt a fourni plusieurs autres figurines et des monnaies, qui permettent de dater l'ensemble.
En 1968 sont mentionnés : un génie au cuccullus ; un enfant emmailloté accosté d'un chien sur une petite plaque rectangulaire « porte-bébé » ; une Vénus anadyomène ; un enfant au sein.
Le site a produit des figurines de nouveau-nés, un sujet rarement utilisé en poterie de cette époque.
Les fouilles ont retrouvé une statuette de déesse-mère, elle aussi avec une rareté : l'enfant, assez grand, est assis sur le genou de la mère (alors que les statuettes de ce genre représentent habituellement l'enfant allongé dans les bras de la mère). Elle porte la signature de PISTILLVS,.

#### Les moules
Un oscillum en sigillée moulé en relief d'applique
Cette pièce sigillée est rarissime en ce qu'elle a été fabriquée localement à l'aide d'un moule, du type habituellement réservé à la fabrication de reliefs d'appliques pour la décoration des vases, notamment des vases de type « Déchelette 72 ». Cet « oscillum », si c'en est bien un, a la forme d'une plaquette plus ou moins rectangulaire, épaisse de 1 cm. Elle est en pâte fine rouge, recouverte de glaçure rouge brillante. Des reliefs d'applique moulés individuellement, sont collés à la barbotine. Il représente une Vénus anadyomène, avec à ses pieds, un animal courant à  gauche. Tout comme les oscilla en terre blanche, cette plaquette possédait des trous de suspension en haut et en bas, dans lesquels on pouvait passer un lien. Deux d'entre eux subsistent: l'un est placé en haut et à  droite, et l'autre est à peine visible sur la tranche de la cassure, exactement aux pieds de la Vénus. 

Ce fragment de sigillée défini comme oscillum par Notet, montre cependant une répartition de trous plus adaptée à la fixation contre une paroi ou un mur, qu'à la suspension dans le but de laisser l'objet osciller au vent (sinon il n'y aurait des trous que vers le haut de l'objet). De plus si l'on suppose qu'il n'y avait qu'un seul trou inférieur (celui près du pied de la figure), le deuxième trou supérieur à gauche aurait été situé dans le fragment récupéré pour une bonne symétrie ; or il n'en est rien, ce qui suggère que la plaque entière a bien pu être plus longue que haute (ce sous condition que le croquis de l'objet soit proportionnellement exact).

### Autres objets
Les autres objets trouvés incluent des outils de potiers, des objets métalliques divers et une dizaine de meules ou fragments de meules. De nombreux outils de fer et vases de verre ont été découverts dans une cache.
On trouve aussi des lampes rustiques en terre cuite du type "lampes à suif".

## Les estampilles, timbres et inscriptions

### Signatures sur mortiers
- ADBVCIVS. Cette marque est notée par ailleurs sur des amphores également produites sur place. A. Pasquet note que cette correspondance est unique en Bourgogne et pourrait indiquer que des potiers produisant des amphores ont peut-être mis la main à d'autres types d'objets[96].

- ANNVS F. Ce timbre a aussi été trouvé en deux exemplaires à la citadelle d'Autun. Il est attesté comme venant de l'atelier de Coulanges-Mortillon (hameau de Mortillon, Allier)[65],[97].

- CORISILLUS. FE., sur un mortier qui n'est probablement pas une production locale car il est généralement retrouvé hors stratigraphie où proche des structures annexes - et non dans un remplissage de four ou de dépotoir[97]. Martin note qu'un Corisillus est connu à Lubié (près de Lapalisse, Allier) pendant la période antonine (138-161). Si ce n'est un synonyme, c'est une preuve des relations entre Gueugnon et des ateliers du Centre : mouvements des poinçons et de la main d’œuvre spécialisée, et emprunt des motifs[73]. A. Pasquet indique que cette estampille provient d'un atelier près de Nuits-Saint-Georges[65] (les Bollards[98] ?) et qu'elle a été retrouvée sur quatre mortiers au site de l'école militaire d'Autun, quatre mortiers à Alésia, un mortier à Escolives-Sainte-Camille et un mortier à Mâlain[65].

- VERGIS--, sur un mortier[65].

- DECMVS est connu à Lezoux et à Gueugnon ; il est daté de l'époque antonine[99] (138-161).

### Signature sur statuettes
Pistillus, maître coroplathe renommé d'Autun, a signé un moule retrouvé à Gueugnon. On ne sait pas si Pistillus a vendu ce moule à l'officine de Gueugnon, ou s'il a développé une production satellite sur le site.

### Signatures sur amphores
Onze des 18 amphores étudiées ont reçu des marques, avec quatre marques distinctes sur la forme 1 et trois sur la forme 2 (les G4 retrouvées ne sont pas marquées, ce qui est courant pour cette forme). Un fragment de col trop petit pour déterminer son appartenance à une forme ou une autre, porte une autre estampille. On trouve : 
- le cognomen d'un signataire, au nominatif : 
  - ABDVCIVS F(ecit) : nom celtique très fréquent sous les formes BUCCIO / BVCCIVS, ADBOGIVS, ADBVCIETVS, le nom ADBVCILLVS d'un Allobroge qu'un manuscrit donne aussi comme ADBVCIVS, un cippe de Mayence portant le nom ADBVGIO et une stèle[63] près de Dijon avec le nom ADEBVGIIII. Le potier ABDVCIVS apparaît pour la première fois dans la fabrication d'amphores gauloises. Il produit sous trois statuts différents : seul, ou avec son associé MAGIO, ou avec un autre associé LITEV avec lequel il partage une figlina[n 21]. Il fabriques des amphores de formes 1 et 2, et des mortiers[38].
  - SVNVCVS F(ecit) : nom ethnique gaulois, de la Gaule Belgique, également utilisé comme nom propre d'homme en Grande-Bretagne et à Beaune (proche de Gueugnon). On trouve aussi SVNICIVS à Bonn et SVNVA en Espagne[38]. Ici elles sont sur des amphores de forme 2, du Ier siècle[63].
- le cognomen de deux associés, au nominatif : 
  - MAGIO ADB(ucius)  F(ecerunt)[63] : un cognomen lui aussi très fréquent, sous forme simple ou composée. Le gentilice latin Magius peut aussi être celtique[38]. Oswald (1931) attribue le nom de MAGIO à un fabricant de sigillée de Lezoux[102] sous Hadrien/Antonin (117-138 et 138-161). L'activité de MAGIO comme fabricant d'amphores est attestée à Gueugnon dans le troisième quart du Ier siècle[39] ; si ces deux MAGIO sont la même personne, la sigillée timbrée MAGIO proviendrait de Gueugnon et non de Lezoux ; et il faudrait ramener une partie de la production d'amphores à la fin du premier siècle ou au début du second. Mais en 1986 le potier MAGIO fabricant de sigillée n'est pas attesté à Gueugnon. Les sigillées timbrées MAGIO sont répandues sur à peu près la même zone que les amphores de Gueugnon - ce qui est le cas pour de nombreuses poteries de Lezoux et n'est donc pas un argument décisif[103].
- les termes O(F)ICIN(a) FECIT, avec l'officine désignée par le nom au génitif de deux associés : ADBVCI-LITEV( )[63]. (Voir précédemment pour ADBVCI.) LITEV est associé aux noms gaulois Litu, Litua[38].

### Signatures sur sigillées
- LUPIIRCVS, graffitti en cursive sur un « très beau moule Drag. 37, dit « moule Favier », du nom de son inventeur »[104].

- CN ATEI, sur une sigillée à glaçure brillante[26].

- « Maître aux boucliers et aux casques » : en 1980 les résultats des fouilles confirment la présence de ce potier à Gueugnon. Il a aussi travaillé au Martres-de-Veyre (Puy-de-Dôme), Teting-sur-Nied, Grostenquin, Bistroff (Moselle)[105].

- IIe siècle : Biracatus[37] associé à Comitianus, Lupercus et Doccius[67],[70].

- seconde moitié du IIe siècle : « Maître à la rosette »[37]. Ces pièces au style caractéristique sont marquées d'une rosette et d'un losange ; leur auteur pourrait bien être le même que celui marquant ses pièces d'un gladiateur ; les poinçons sont les mêmes et le style similaire[67],[71].

- Seconde moitié du IIe siècle : SCEUS M, sur des plats Drag. 32 de la nécropole d'Alléan (Baugy, Cher)[106] (années 150 à 200 environ[107]).

- SATTO. Sigillée bien cuite mais très mal façonnée, accompagnée de monnaie de Trajan Dèce (249-251, IIIe siècle)[30].

- Décorateurs du IIIe siècle : Attianus, Augurio, Capillianus, Diogenus, Marcianus et Priscus pour les têtes de lion sur Drag. 45[67],[70].

### Signature sur des pièces non identifiées
- CASSA F, trouvé aussi à Saints-Geosmes ; viendrait lui aussi de l'atelier de Coulanges-Mortillon (Allier)[65].

### Poinçon-matrice
Poinçon-matrice représentant un petit éros ailé.

## La diffusion
Elle s'étend largement au niveau régional, allant jusqu'au limes germanique, à l'Angleterre... et bien sûr en Gaule.
Deux marques de Gueugnon : « SCEUS M », se retrouvent sur des plats Drag. 32 à la nécropole d'Alléan sur la commune de Baugy (Cher), un site qui importe de la production gueugnonaise entre les années 150 à 200 environ.
Le site de la Bussière à Mancey (Saône-et-Loire) a livré de la céramique du milieu du IIIe siècle, dont certaines pièces provenant de Gueugnon : formes Drag. 33, 45, 46 ; céramique métallescente (formes Gueugnon 1 et Niederbieber 33 à décor d'applique). Des jattes Gueugnon 1 en céramique métallescente sont également retrouvées dans le lot 1 de l’îlot de la Vieille Monnaie à Lyon, daté entre 240 et 270 ; les lots des deux sites présentent en association des sigillées Drag. 37 et 45, des jattes Desbat 15, des cruches Desbat 84168 et des gobelets Nied. 33.
Le site gallo-romain du bois de Roselle à Balloy (Seine-et-Marne) a fourni quelques tessons de gobelets à parois fines métalescents (Nied. 33 à pâte micacée) qui proviennent de Gueugnon ou de Domecy-sur-Cure.
Rezé (Loire-Atlantique) a livré de la sigillée de Gueugnon du IIIe siècle, dont deux Drag. 45 à tête de lion datés de 250 à 300.
Le puits no 21 du site « Ma Maison » à Saintes (Charente-Maritime) a livré un mortier Drag. 45 de Gueugnon.
Une tasse Drag. 40 de Gueugnon a été retrouvée au site des Béziaux à Langeais (Indre-et-Loire).
La céramique du site de la Carie à Entrammes (Mayenne) est dominée par la production de Lezoux mais celle de Gueugnon y figure aussi, avec celles des Martres-de-Veyre, de Lubié et de Toulon-sur-Allier.

## Objets importés trouvés sur le site

### Monnaies
La fosse du four no 3 a fourni des monnaies du Ier siècle, rares et dispersées, représentent probablement une circulation attardée.
Les fours nos 3 et 4 étaient environnés de monnaies des IIe et IIIe siècles, particulièrement de Marc Aurèle (161-180), Faustine, Commode (180-192) et Alexandre Sévère (222-235).
En 1974 seules 23 monnaies avaient été trouvées, couvrant la période d'Antonin le Pieux (138-161) à Magnence (350-353), soit du IIe au IVe siècle, avec un nette prédominance pour les monnaies du IVe siècle.

## Le présent

### Achéo'site
Un archéosite a été créé en 1988 sous la direction scientifique de Jean-Claude Notet, montrant notamment trois groupes de fours in situ sous des structures en verre,. Le seul four à sigillée complet (n° 54) a été transféré et réenterré à cet endroit au moment de sa découverte (1992), en prévision d'une présentation ultérieure. Mais début 2017 l'archéo'site est rapporté comme étant à l’abandon et considérablement détérioré, vitres cassées,... Sa réhabilitation a commencé début 2019, incluant le 13 mars, le transfert sur place du four no 11 (conservé initialement dans l'ancien local des Amis du Dardon).

### Musée du patrimoine gueugnonnais
Créé au début du XXIe siècle à Chazey, hameau au sud de Gueugnon, ce musée d'histoire locale expose une maquette représentant le site et une collection d'objets qui proviennent de ce dernier.
Il présente aussi une histoire des forges de Gueugnon, de leur création (1724) à nos jours (mais il existait aussi des forges dans l'Antiquité) ; et une approche géologique des environs avec panneaux et vitrines de fossiles et minéraux locaux.